# 델 XPS

로고

델 XPS(Dell XPS, eXtreme Performance System)는 미국 기업 델이 제조하는 게이밍 / 퍼포먼스 컴퓨터의 계열이다.

## 역사
XPS(Xtreme Performance System)라는 이름은 1993년 당시 델이 소비자 보다 기업 비즈니스에 더 초점을 두었던 1993년으로 거슬러 올라간다. 게이트웨이는 고성능 소비자 시장에서 1위를 차지하였다. 1993년 초에 이 신흥 시장을 어떻게 파고들 것인지 이야기하기 위한 직원 회의가 있었다.  이 회의에서 게이트웨이에 대항하기 위해 새로운 고성능 제품 계열을 착수하기로 결정한다.

## XPS 데스크톱 컴퓨터
현재 판매 중인 XPS 데스크톱
- XPS 420
- XPS 8100
- XPS 8700
- XPS 8900
- XPS One 27"
- XPS 8500
- XPS 8300
- Studio XPS
- XPS 630
- XPS 625

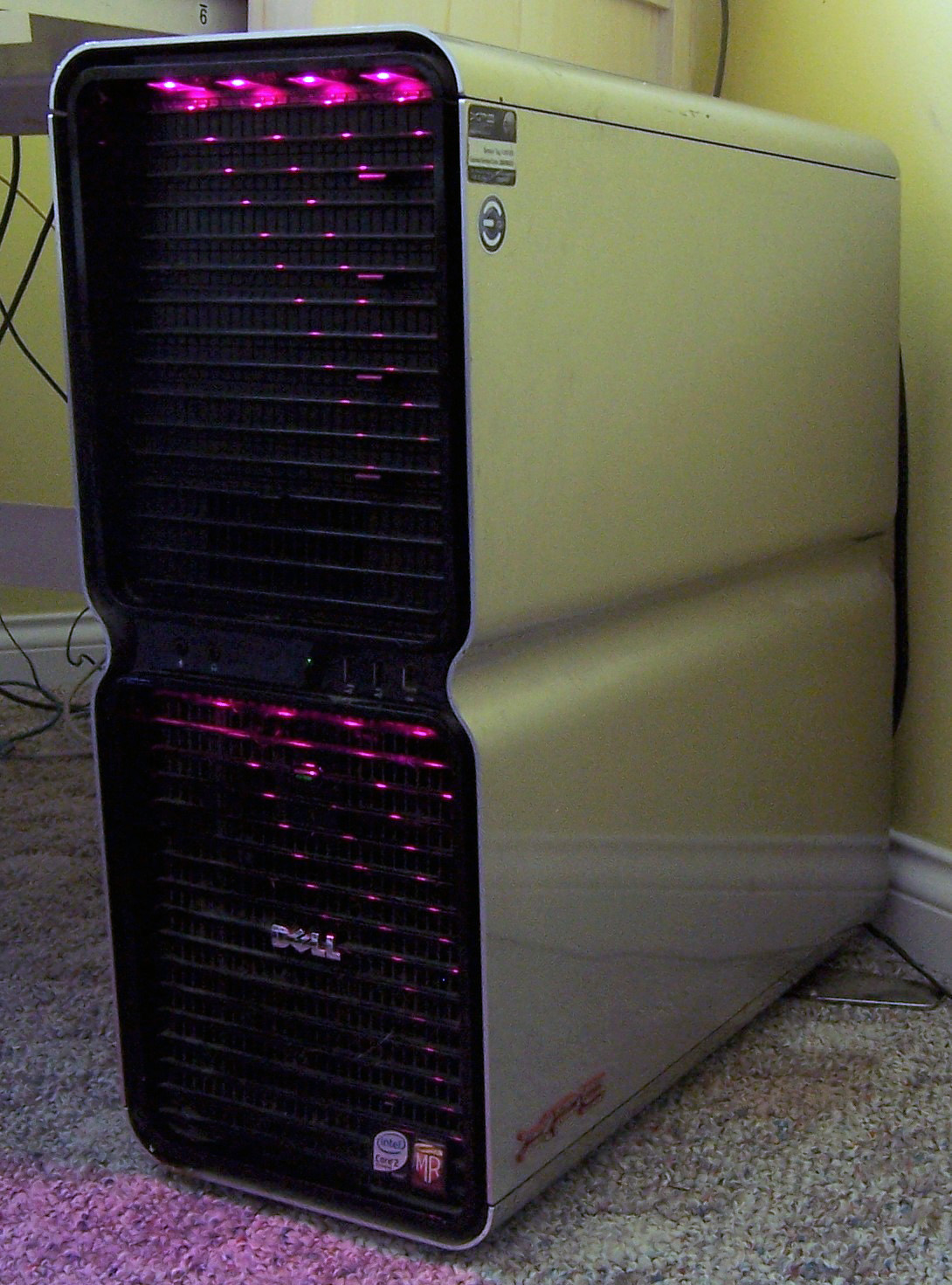
델 XPS 700

- XPS One 20 및 XPS One 24
- XPS 18

이전에 판매된 XPS 데스크톱
- XPS 730X H2C

## XPS의 노트북 컴퓨터
현재 판매 중인 XPS 노트북
- XPS 17 (L701X)
- XPS 17 (L702X)

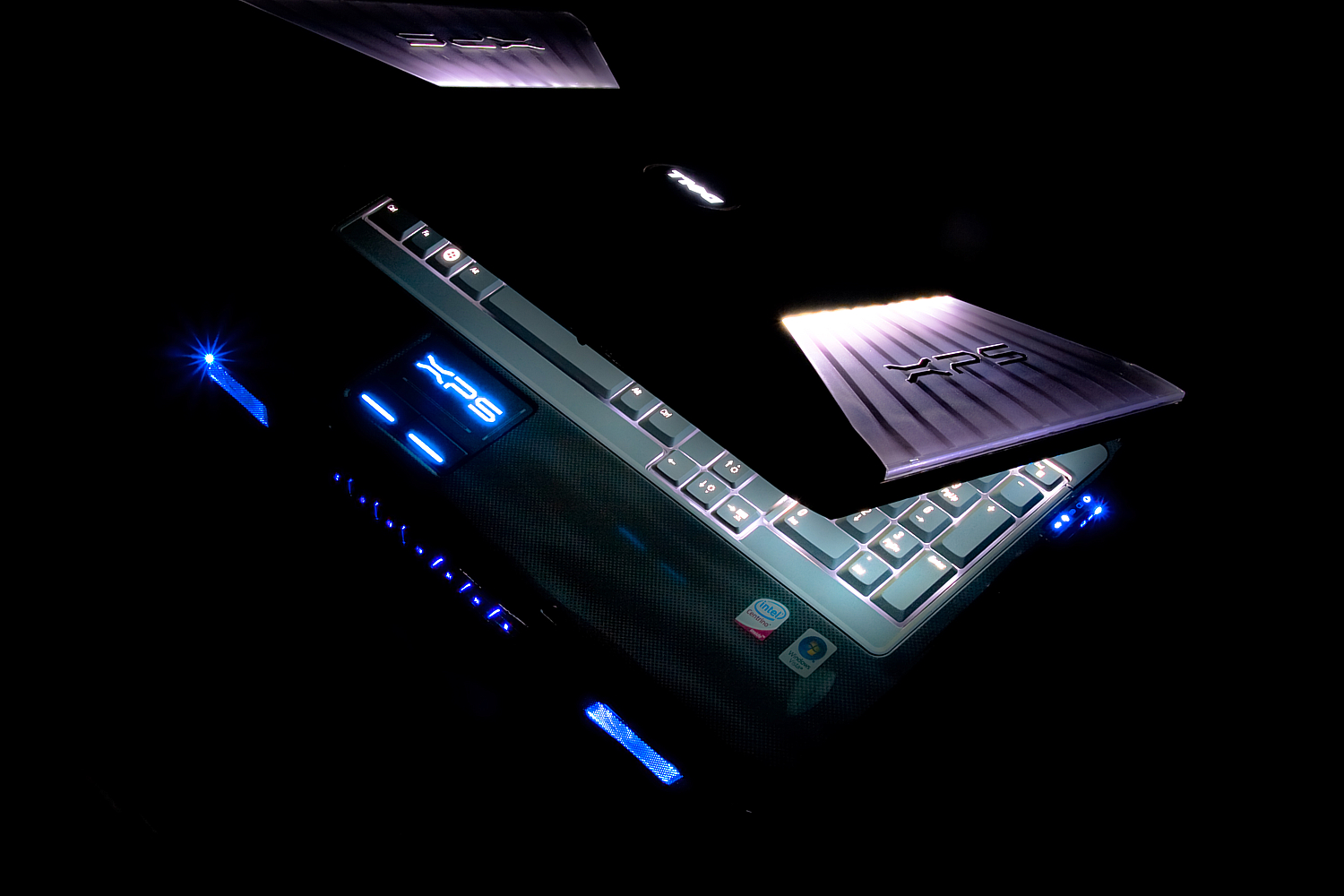
델 XPS 1370. 다양한 LED 불빛 효과를 낸다.

- XPS 15 (Touch) (9530/9550)
- XPS 15 (L501X)
- XPS 15 (L502X)
- XPS 15z (L511Z)
- XPS 14 (L401X)
- XPS 14 (L421X)
- XPS 13 (L321X, Early 2012)
- XPS 13 (L322X, Early 2013)
- XPS 13 (9333, Late 2013)
- XPS 13 (9343, Early 2015)
- XPS 13 (9350, Late 2015)
- XPS 12

이전에 판매된 XPS 노트북
- XPS 10
- Studio XPS 16 (M1640)
- Studio XPS 16 (M1645)
- Studio XPS 16 (M1647)
- XPS M1730
- XPS M1530
- XPS M1330
- Studio XPS 13 (M1340)
- Gen 3
  - XPS M2010
  - XPS M1710
  - XPS M1210
- Gen 2
  - Inspiron XPS Gen 2/XPS M170
  - XPS M140
  - Inspiron XPS
- Gen 1

## 스페셜 에디션
- XPS 600 Renegade
- XPS X-Men Give Away
- W.O.W. M1730
- (PRODUCT)RED